# Museispårvägen Malmköping
Museispårvägen Malmköping, Sveriges Lokaltrafikmuseum, er et museum i Malmköping i Flens kommun, hvor der udstilles og køres med gamle sporvogne og busser. Museumssporvejen drives på frivillig basis af medlemmer af Svenska Spårvägssällskapet.
Museumssporvejen, der blev indviet i 1969, blev etableret ved, at man overtog en del af strækningen fra den nedlagte Mellersta Södermanlands Järnväg mellem Stålboga og Skebokvarn. Den ca. 2,6 km lange og hovedsageligt enkeltsporede strækning går fra Malmköping til Hosjö ved Riksväg 55 med to krydsningssteder undervejs. Siden 1970 har man arbejdet på at omdanne den gamle jernbane, så der kommer til at fremstå et autentisk sporvejsmiljø. I Malmköping, hvor værksteder og udstillingshaller ligger, er der anlagt et sporvejstorv, og i begge ender af strækningen er der bygget vendesløjfer, så der også kan køres med moderne enretnings vogne som mustanger.
Museet har sporvogne fra næsten alle svenske sporvejsbyer. Antallet af dem afhænger ganske vist af hvordan man regner, men Svenska Spårvägssällskapet regner med 13 byer med elektrisk sporvej, hvoraf de 12 er repræsenteret ved museumssporvejen. Nogle bruges til trafik, mens andre er opstillet i en udstillingshal. Museet har pr. 2018 over 40 vogne, hvoraf en tredjedel er restaurerede. Den ældste vogn er fra 1901, mens den yngste er fra 1950'erne.
I tilslutning til museumssporvejen findes der også et busmuseum i en hal, der blev indviet i 1999. Her er der opstillet et antal busser, hvoraf nogle også bruges til kørsel i omegnen.